# Пекари-Шльонські
Пекари-Шльонські[джерело?] (пол. Piekary Śląskie, нім. Deutsch Piekar) — місто в південній Польщі, у середній частині Сілезької височини. Належить до Верхньосілезького вугільного басейну.

## Демографія
Демографічна структура станом на 31 березня 2011 року:
|          | Загалом | Допрацездатний вік | Працездатний вік | Постпрацездатний вік |
| -------- | ------- | ------------------ | ---------------- | -------------------- |
| Чоловіки | 27835   | 4914               | 19617            | 3304                 |
| Жінки    | 30082   | 4668               | 18172            | 7242                 |
| Разом    | 57917   | 9582               | 37789            | 10546                |